# Договор от Тонон (1569)
Договорът от Тонон (на френски: Traité de Thonon) е сключен на 4 март 1569 г. в Тонон (днешна Франция) между Савойския херцог Емануил Филиберт и 7-те департамента на Горно Вале (в днешна Швейцария). С него херцогът възстановява част от териториите си в Шабле на юг от Женевското езеро от Сен Жанголф до река Дранс, окупирани от Вале през 1536 г. с подкрепата на Берн. Договорът окончателно фиксира границите на бъдещия швейцарски кантон Вале в района на Шабле.

## Контекст
През 1475 г., в контекста на Бургундските войни, Берн завладява част от департамент (на фр. bailliage) Шабле, принадлежаща на Савойското херцогство и създава департамент Егъл (Gouvernement d'Aigle). През февруари 1476 г., след победата си в битката при ла Планта на 13 ноември 1475 г., Вале завладява Савойско Долно Вале до прохода на Сен Морис с бърза кампания; анексията е призната през 1528 г. от Савойското херцогство. През 1536 г. жителите на Берн и на Вале завземат останалата част от департамента. Тогава река Дранс маркира границата между Бернския департамент на Тонон и валезките департаменти на Евиан (с изключение на Максили, положил клетвата пред Берн), Сен Жан д'Олп и Монте.
През 1553 г. херцог Емануил Филиберт желае да възстанови загубените от баща му Карл III територии и започва дипломатически преговори в тази насока. През 1559 г. той възстановява властта си в част от страните си вследствие на Мирния договор от Като Камбрези, и занапред започва да гледа на страната Во, отстоявайки реда на реституцията, наложен на Берн от Райхстага на Свещената Римска империя през 1542 г. Според Договора от Лозана от 30 октомври 1564 г. Савойският херцог си възвръща Пеи дьо Жекс и Бернските владенията в Западно Шабле и департамент Тонон, а Берн запазва Пеи дьо Во, както и 4-те департамента на Егъл (Aigle), Олон (Ollon), Бе (Bex) и Ормон (Ormonts), завладени през 1475 г. и сформирали департамент Егъл.

## Договор
През февруари и март 1569 г. Вале и херцог Емануил Филиберт Савойски се срещат в Тонон, за да потвърдят отново взаимния си отбранителен съюз и да бъдат върнати на Савоя част от нейните територии в Шабле.
Договорът от Тонон е подписан на 4 март 1569 г.: валезките департаменти на Евиан и Сен Жан д'Олп се връщат на Савойския херцог (без департамент Монте, т.е. без Старо Шабле, простиращо се на левия бряг на река Рона надолу в долината на Масонже до Сен Жанголф), като по този начин река Морж дьо Сен Жанголф се превръща в новата граница.

## Последици
Войната между Женева и Савоя се възобновява през 1589 г. Швейцарците и женевците превземат Тонон и Рипай. С мира от 1593 г. започва католическото възстановяване на Западно Шабле.
В днешно време Историческо Шабле се разделя на три територии: Шабле на Во (Chablais Vaudois), Шабле на Вале (Chablais Valaisan) и Савойско Шабле (Chablais Savoyard).

## Обяснителни бележки
1. 1 2  Сен Жанголф (Saint-Gingolph) е село, разположено на френско-швейцарската граница на южния бряг на Женевското езеро, в устието на река Морж, което маркира границата между Франция и Швейцария.
2. 1 2  Дранс (Dranse) е френска река в деп. От Савоа.
3. ↑  Долно Вале (Bas Valais) е район на Кантон Вале, Швейцария.
4. ↑  Сен Морис (Saint-Maurice) е градче в кантон Вале, Швейцария.
5. ↑  Réforme et Contre-Réforme en Savoie, 1536 – 1679: de Guillaume Farel à François de Sales.   Éditions Olivetan, 2001. p. 275. Посетен на 26.6.2020. (на френски).
6. ↑  Сан Жан д'Олп (Saint-Jean-d'Aulps) е френско село/градче в деп. От Савоа.
7. ↑  Масонже (Massongex) е швейцарско село/градче в кантон Вале.
8. ↑  Réforme et Contre-Réforme en Savoie, 1536 – 1679: de Guillaume Farel à François de Sales.   2001. p. 275. Посетен на 26.6.2020. (на френски)

|  | Тази страница частично или изцяло представлява превод на страницата Traité de Thonon в Уикипедия на френски. Оригиналният текст, както и този превод, са защитени от Лиценза „Криейтив Комънс – Признание – Споделяне на споделеното“, а за съдържание, създадено преди юни 2009 година – от Лиценза за свободна документация на ГНУ. Прегледайте историята на редакциите на оригиналната страница, както и на преводната страница, за да видите списъка на съавторите. ВАЖНО: Този шаблон се отнася единствено до авторските права върху съдържанието на статията. Добавянето му не отменя изискването да се посочват конкретни източници на твърденията, които да бъдат благонадеждни. |